# Бернардо Редин
Бернардо Редин Валверде (на испански: Bernardo Redin Valverde) е колумбийски футболист, халф, играл в Депортиво Кали, играл в ЦСКА София през пролетния дял на 1991 г. и има изиграни за отбора ни 13 мача и вкарани 3 гола за първенство, национален състезател на Колумбия играл на Мундиал-90 в Италия.